# Il peccato
Il peccato (Noche de verano) è un film del 1963 diretto da Jorge Grau.

## Trama
Due storie d'amore molto differenti ma con esito infelice, ambientate a Barcellona, durante la festa popolare della Verbena.